# Nikolaj Troebetskoj

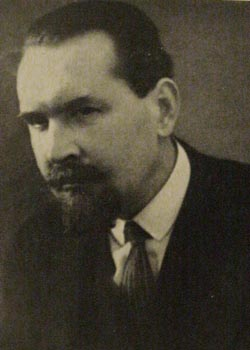
Nikolaj Troebetskoj

Vorst Nikolaj Sergevitsj Troebetskoj (Russisch: Никола́й Серге́евич Трубецко́й), ook vaak Nikolai Trubetzkoy of N.S. Trubetzkoy genoemd, (Moskou, 15 april 1890 - Wenen, 25 juni 1938) was een Russisch taalwetenschapper.
Hij werd geboren als zoon van de filosofieprofessor Sergej Troebetskoj en studeerde in Moskou (1908) en Leipzig (1913). In 1915 werd hij lector aan de Staatsuniversiteit van Moskou. Daarna doceerde hij Slavische filologie en Vergelijkende Taalwetenschap in Rostov en Sofia. Hij emigreerde in 1919 naar Wenen, alwaar hij van 1921 tot zijn dood in 1938 als professor in de Slavische filologie actief was.
Troebetskoj was sinds 1928 samen met Roman Jakobson de belangrijkste vertegenwoordiger van de Praagse School. Als een van de grondleggers van het moderne structuralisme interpreteerde hij taal, aanvankelijk onder invloed van Ferdinand de Saussure, als gestructureerd functioneel communicatiemiddel. Hij vestigde de fonologie, welke hij zuiver structuralistisch interpreteerde, als zelfstandige tak van de wetenschap, evenals de morfofonologie. Zijn belangrijkste werk, Grundzüge der Phonologie, waarin hij onder andere het foneem definieerde als kleinste betekenisonderscheidende eenheid in een bepaalde taal, werd pas postuum in 1939 gepubliceerd. Ook zijn publicaties over de Russische literatuurgeschiedenis en de Indo-Europese talen staan hoog aangeschreven.
Hij stierf op 25 juni 1938 aan een hartaanval toen hij in het door de nazi's bezette Wenen werd vervolgd wegens het publiceren van een kritisch artikel over racistische theorieën.

## Werk
- Europa und Menschheit (1920)
- Polabische Studien (1929)
- Das morphologische System der russischen Sprache (1934)
- Anleitung zu phonologischen Beschreibungen (1935)
- Grundzüge der Phonologie (1939)